# Trafic (roman)
Pour les articles homonymes, voir Trafic.
Trafic est le 2e tome de la série pour jeunesse CHERUB, écrit par Robert Muchamore et est sorti 15 mai 2007 en France, en Belgique et en Suisse. Il est aussi connu sout le nom Top Secret: Heiße Ware (en Allemagne), クラスA (Kurasu A) (au Japon), Kurier (en Pologne), O Traficante (au Portugal), Высший класс (Vysshiĭ klass) (en Russie), Uppdraget (en Suède), El Traficante (en Espagne), Kokainkongen (en Norvège), Narkobaronen (au Danemark), Třída A (en République Tchèque) et De Dealer (aux Pays-Bas).

## 4ede couverture
Pour sa seconde mission, l'agent James Adams reçoit l'ordre de pénétrer au cœur du gang du plus puissant trafiquant de drogue du Royaume-Uni. Son objectif : réunir les preuves nécessaires pour envoyer un dangereux criminel derrière les barreaux...